# Ben Avon, Pennsylvania
Ben Avon är en ort i Allegheny County, Pennsylvania, USA.